# Frank Rijkaard
Frank Rijkaard (født 30. september 1962) er en nederlandsk fodboldtræner og tidligere landsholdsspiller i fodbold.

## Spillerkarriere
Han har på klubplan været tilknyttet Ajax Amsterdam (1980-1987), spanske Real Zaragoza (1987-1988), italienske AC Milan (1988-1993) og sluttede karrieren af ved at vende tilbage til Ajax Amsterdam, som han repræsenterede frem til 1995.
I perioden 1981-1994 opnåede han 73 landskampe på nederlandenes fodboldlandshold med 10 scoringer til følge.
Han blev efterfølgende cheftræner for det nederlandske fodboldlandshold (1998-2000), klubtræner for nederlandske Sparta Rotterdam (2001-2002) og siden træner for spanske FC Barcelona (2003-2008). Efter Barcelona var han træner for Galatasaray S.K. (2009-2010)

## Hæder som spiller
- AFC Ajax:

Æresdivisionen: 1982, 1983, 1985, 1994, 1995
Hollandske Super Cup: 1993, 1994
KNVB Cup: 1983, 1986, 1987
UEFA Cup Winners' Cup: 1987
UEFA Champions League: 1995
- AC Milan:

Serie A: 1992, 1993
Italian Super Cup: 1988, 1992
European Champion Clubs' Cup (nu kaldet UEFA Champions League): 1989, 1990
European Super Cup: 1989, 1990
Intercontinental Cup: 1989, 1990
- Hollands fodboldlandshold:

Europamesterskabet i fodbold 1988

## Hæder som træner
- FC Barcelona

UEFA Champions League: 2005/2006
La Liga mesterskabet: 2004/2005, 2005/2006
Spanske Super Cup: 2005, 2006